# Epímac d'Atenes
Epímac d'Atenes (grec: Ἐπίμαχος ὁ Ἀθήναιος; c. 300 abans de la nostra era) fou un enginyer i arquitecte atenés conegut per haver construït l'Helèpolis ('prenedora de ciutats'), una màquina de setge amb rodes que va dissenyar Demetri Poliorceta de Macedònia i es va construir per a usar-la en el fracassat setge de Rodes (305 ae).

## Biografia
Es coneixen pocs detalls de la seua vida. Va construir altres màquines de setge úniques, a banda de l'Helèpolis, per a Demetri Poliorceta i altres militars. Entre aquestes, un ariet de 60 metres de llargada. Les seues màquines van influir en l'art de la poliorcètica durant segles, i el terme Helèpolis s'aplica a altres torres de setge semblants en els segles posteriors.

## L'Helèpolis

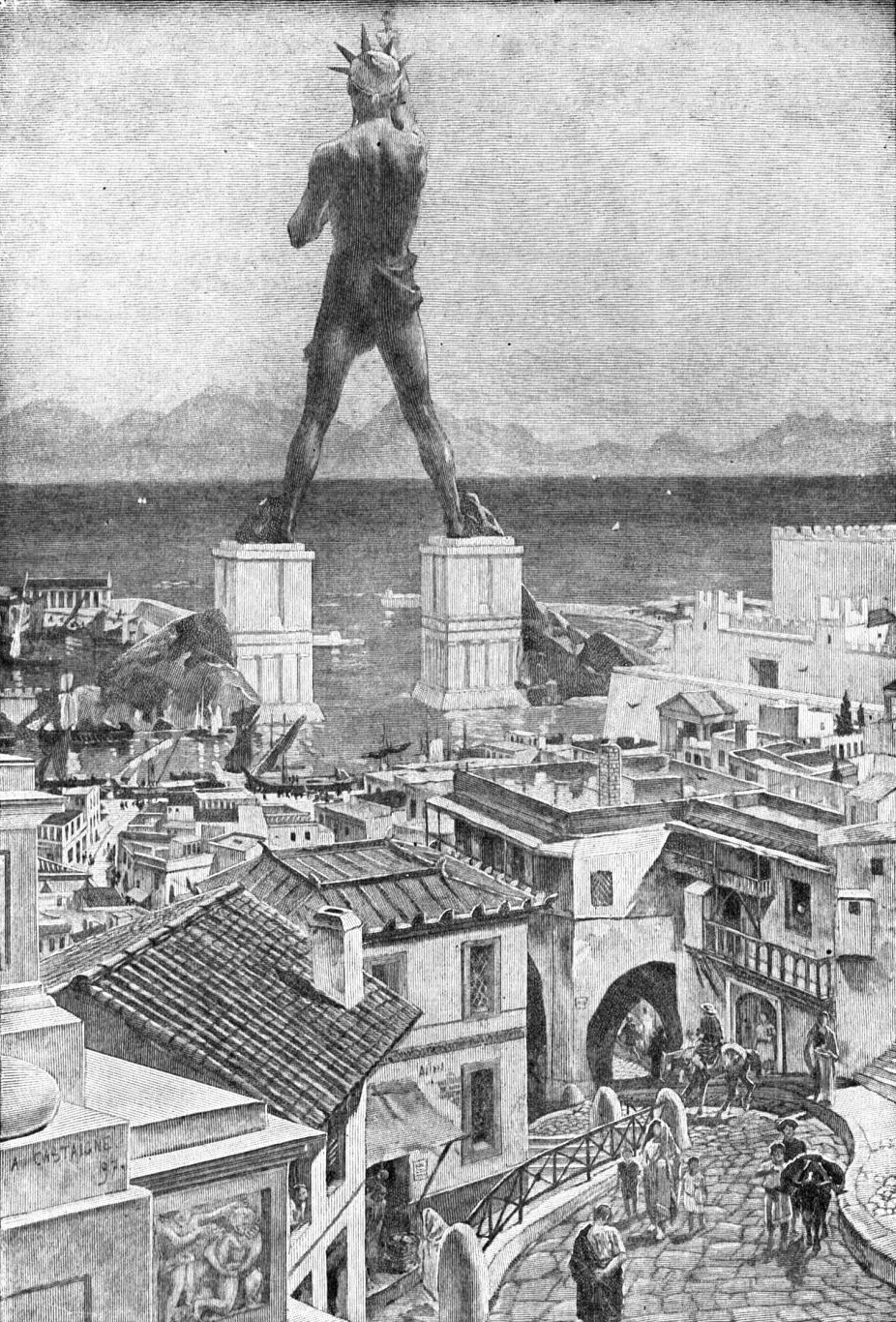
El Colós de Rodes, construït amb materials reciclats de l'Helèpolis

El disseny de l'Helèpolis es basà en el d'una altra màquina anterior més menuda usada en el setge de Salamina al 305 ae. Segons els escrits d'antics historiadors com ara Diòclides d'Abdera, Vitruvi i Plutarc són certs, l'Helèpolis era la més gran màquina de setge mai construïda: una estructura en forma de torre de 20 m d'ample i 42 m d'alçada, i recolzava sobre vuit rodes de 3,6 m d'alt que permetien moure-la.
Totes les cares exposades d'Helèpolis estaven protegides; l'estructura de fusta es folrava amb plaques de ferro; a dins hi havia encoixinats de cuir per a suportar els projectils de balistes i catapultes. L'interior estava dividit en nou pisos comunicats per escales des de la base fins al cim. Uns 3.600 soldats formaven la dotació de l'Helèpolis, que s'alternaven per a moure la màquina, de més de 160 tones de pes.(5)
A més a més, l'Helèpolis estava molt ben armada: tenia catapultes i balistes en cada pis.

### El setge
Malgrat el disseny aparentment indestructible de l'Helèpolis, durant el setge algunes plaques de ferro se n'eixiren de lloc, la qual cosa la feu vulnerable. Per temor que fos incendiada, Demetrio Poliorceta ordenà retirar-la del camp de batalla. Passat un temps, el setge de Rodes s'abandonà quan es va veure que les fortificacions de Rodes era inexpugnables. Després del setge, l'Helèpolis es va abandonar a prop de Rodes. Els rodis en van fondre les peces de metall i amb el metall resultant construïren el Colós de Rodes.(6)